# العلاقات الموريتانية الهندوراسية
العلاقات الموريتانية الهندوراسية هي العلاقات الثنائية التي تجمع بين موريتانيا وهندوراس.

## مقارنة بين البلدين
هذه مقارنة عامة ومرجعية للدولتين:
| وجه المقارنة                                              | موريتانيا                 | هندوراس          |
| --------------------------------------------------------- | ------------------------- | ---------------- |
| المساحة (كم2)                                             | 1.03 مليون                | 112.49 ألف       |
| عدد السكان (نسمة)                                         | 4.42 مليون                | 9.27 مليون       |
| الكثافة السكانية (ن./كم²)                                 | 4.29                      | 82.41            |
| العاصمة                                                   | نواكشوط                   | تيغوسيغالبا      |
| اللغة الرسمية                                             | اللغة العربية، لغة فرنسية | اللغة الإسبانية  |
| العملة                                                    | أوقية موريتانية، أوقية ‏   | لمبيرة هندوراسية |
| الناتج المحلي الإجمالي (بليون دولار)                      | 5.02 مليار                | 22.98 مليار      |
| الناتج المحلي الإجمالي (تعادل القوة الشرائية) بليون دولار |                           | 41.14 مليار      |
| الناتج المحلي الإجمالي الاسمي للفرد دولار أمريكي          |                           | 2.53 ألف         |
| الناتج المحلي الإجمالي للفرد دولار أمريكي                 | 3.91 ألف                  | 4.91 ألف         |
| مؤشر التنمية البشرية                                      | 0.506                     | 0.606            |
| رمز المكالمات الدولي                                      | +222                      | +504             |
| رمز الإنترنت                                              | .mr                       | .hn              |
| المنطقة الزمنية                                           | 00                        | 00               |

## منظمات دولية مشتركة
يشترك البلدان في عضوية مجموعة من المنظمات الدولية، منها:
| علم المنظمة | اسم المنظمة                               | تاريخ انضمام موريتانيا | تاريخ انضمام هندوراس |
| ----------- | ----------------------------------------- | ---------------------- | -------------------- |
|             | البنك الدولي للإنشاء والتعمير             | 10 سبتمبر 1963         | 27 ديسمبر 1945       |
|             | منظمة التجارة العالمية                    | 31 مايو 1995           | ?                    |
|             | المركز الدولي لتسوية المنازعات الاستشارية | 14 أكتوبر 1966         | 16 مارس 1989         |
|             | منظمة حظر الأسلحة الكيميائية              | ?                      | ?                    |
|             | الأمم المتحدة                             | 27 أكتوبر 1961         | 17 ديسمبر 1945       |
|             | منظمة الشرطة الجنائية الدولية             | ?                      | ?                    |
|             | وكالة ضمان الاستثمار متعدد الأطراف        | 8 سبتمبر 1992          | 30 يونيو 1992        |
|             | يونسكو                                    | 10 يناير 1962          | 16 ديسمبر 1947       |
|             | مؤسسة التنمية الدولية                     | 10 سبتمبر 1963         | 23 ديسمبر 1960       |
|             | مؤسسة التمويل الدولية                     | 29 ديسمبر 1967         | 20 يوليو 1956        |
|             | الاتحاد البريدي العالمي                   | ?                      | ?                    |
|             | الاتحاد الدولي للاتصالات                  | 18 أبريل 1962          | 27 أكتوبر 1925       |

## وصلات خارجية
- موقع وزارة الخارجية الهندوراسية